# 할로윈: 살인마의 탄생
《할로윈: 살인마의 탄생》(영어: Halloween)은 2007년 개봉한 미국의 슬래셔 영화이다. 1978년 동명 영화의 리메이크이며, 할로윈 시리즈 9번째 작품이다.
속편 《H2: 어느 살인마의 가족 이야기》(2009)로 이어진다.

## 출연
- 맬컴 맥다월
- 브래드 도리프
- 타일러 메인
- 데이그 페어크
- 셰리 문 좀비
- 윌리엄 포사이스
- 리처드 린치
- 우도 키어
- 클린트 하워드
- 대니 트레이호
- 루 템플
- 톰 톨스
- 빌 모즐리
- 레슬리 이스터브룩
- 스카우트 테일러콤프턴
- 대니엘 해리스
- 스카일러 지손도
- 해나 R. 홀
- 크리스티나 클리브
- 디 월리스
- 닉 메넬
- 대릴 서바라
- 켄 포리
- 시빌 대닝
- 미키 돌런즈
- 대니얼 로벅
- 시드 헤이그
- 에이드리엔 바보

## 기타 제작진
- 라인 제작: 앤드루 G. 러마카
- 배역: 모니카 미컬슨
- 미술: 앤서니 트롬블레이
- 세트: 로리 메이저, 스테퍼니 지머
- 의상: 메리 E. 매클라우드